# چاتاهوچی (فیلم)
چاتاهوچی (به انگلیسی: Chattahoochee) فیلمی محصول سال ۱۹۸۵ و به کارگردانی میک جکسون است. در این فیلم بازیگرانی همچون گری اولدمن، دنیس هاپر، فرانسیس مک‌دورمند، پاملا رید، ند بیتی، ام. امت والش، مت کریون، ریچارد پورتنو و ویلیام نیومن ایفای نقش کرده‌اند.